# Josef Nöbauer
Josef Nöbauer (* 10. September 1944 in Freistadt) ist ein österreichischer Maler, Grafiker, Fotograf und Hochschullehrer.

## Leben und Wirken
Nöbauer war von 1956 bis 1958 Mitglied der Wiener Sängerknaben. Er absolvierte von 1960 bis 1965 die Lehrerbildungsanstalt in Linz und studierte von 1965 bis 1969 bei Max Weiler an der Akademie der bildenden Künste Wien. 1973 nahm er ein Stipendium des Bundesministeriums für Unterricht und Kunst für einen Romaufenthalt in Anspruch. Von 1973 bis 1977 war er Lehrbeauftragter  bei Max Weiler und von 1981 bis 1982 bei Arnulf Rainer an der Akademie der bildenden Künste Wien. Seit 1982 ist er Mitglied der Künstlervereinigung MAERZ.
Er schuf die fast 17 Quadratmeter große, aus vier Teilen bestehende Zeichnung von Michail Gorbatschow, die zwischen 1991 und 1993 entstanden ist und 2007 versteigert wurde.

## Werke
- Bilderfries Begeisterungsfähigkeit in der Volksschule Schönau im Mühlkreis
- Bleistiftzeichnung Michail Gorbatschow, 1991 bis 1993

## Ausstellungen (Auswahl)
- Galerie März, 1972
- Neue Galerie am Landesmuseum Joanneum Graz, 1973
- Neue Galerie der Stadt Linz, Wolfgang Gurlitt Museum Linz, 1975
- la Medusa Galerie Rom, 1975
- Schreiner Galerie Basel, 1975
- Brooks Jackson Gallery Iolas, New York, 1976
- la Medusa Galerie Rom, 1978
- Mit Karl Hikade, Galerie März, 1981
- Thesenstempel Wien, 1986
- M. Gorbatschow Portrait, Galerie Littmann, Art Basel 1993,
- Stimmbild Sichtbar Hörbar, Karajan Centrum, Wien, 2005[3]
- Black Dragon Society, Wien, 2017